# اسمیت‌فیلد (کارولینای شمالی)
اسمیتفیلد (به انگلیسی: Smithfield) شهری در ایالت کارولینای شمالی کشور ایالات متحده آمریکا است که جمعیت آن در سرشماری سال ۲۰۱۰ میلادی، ۱۰٬۹۶۶ نفر بوده‌است.